# Kieler Sportvereinigung Holstein von 1900 2009-2010
Questa voce raccoglie le informazioni riguardanti il Holstein Kiel nelle competizioni ufficiali della stagione 2009-2010.

## Stagione
Nella stagione 2009-2010 l'Holstein Kiel, allenato da Falko Götz, Torsten Fröhling e Christian Wück, concluse il campionato di 3. Liga al 19º posto.

## Rosa
| N. |                     | Ruolo | Calciatore            |
| -- | ------------------- | ----- | --------------------- |
| 1  | Germania (bandiera) | P     | Simon Henzler         |
| 2  | Germania (bandiera) | D     | Kevin Schulz          |
| 3  | Germania (bandiera) | D     | Robert Müller         |
| 4  | Germania (bandiera) | D     | Sven Boy              |
| 5  | Germania (bandiera) | D     | Christopher Lamprecht |
| 5  | Germania (bandiera) | C     | Heiko Petersen        |
| 6  | Germania (bandiera) | C     | Tim Jerat             |
| 7  | Germania (bandiera) | D     | Fynn Gutzeit          |
| 7  | Germania (bandiera) | A     | Marc Heider           |
| 8  | Germania (bandiera) | D     | Christian Jürgensen   |
| 9  | Lituania (bandiera) | A     | Dimitrijus Guščinas   |
| 10 | Germania (bandiera) | A     | Tim Wulff             |
| 11 | Germania (bandiera) | C     | Jan Hoffmann          |
| 12 | Russia (bandiera)   | P     | Ivan Belyaev          |
| 13 | Germania (bandiera) | C     | Florian Meyer         |
| 14 | Germania (bandiera) | C     | Hauke Brückner        |
| 15 | Germania (bandiera) | D     | Holger Hasse          |
| 16 | Germania (bandiera) | C     | Stephan Vujčić        |

| N. |                           | Ruolo | Calciatore         |
| -- | ------------------------- | ----- | ------------------ |
| 17 | Rep. del Congo (bandiera) | A     | Francky Sembolo    |
| 18 | Germania (bandiera)       | C     | Michael Holt       |
| 19 | Germania (bandiera)       | C     | Florian Ziehmer    |
| 20 | Germania (bandiera)       | D     | Peter Schyrba      |
| 21 | Germania (bandiera)       | C     | Tim Siedschlag     |
| 22 | Germania (bandiera)       | A     | Fiete Sykora       |
| 23 | Germania (bandiera)       | C     | Alexander Nouri    |
| 24 | Germania (bandiera)       | C     | Marco Stier        |
| 25 | Germania (bandiera)       | D     | Jan Sandmann       |
| 27 | Germania (bandiera)       | C     | Benjamin Schüßler  |
| 28 | Germania (bandiera)       | P     | Michael Frech      |
| 30 | Germania (bandiera)       | C     | Timo Bruns         |
| 31 | Italia (bandiera)         | A     | Massimo Cannizzaro |
| 34 | Germania (bandiera)       | D     | Thorsten Rohwer    |
| 46 | Germania (bandiera)       | C     | Patrick Nagel      |
| 54 | Germania (bandiera)       | C     | Paul Camps         |
|    | Germania (bandiera)       | D     | Matthias Hummel    |
|    | Germania (bandiera)       | C     | Steffen Bruhn      |

## Organigramma societario
Area tecnica
- Allenatore: Christian Wück
- Allenatore in seconda: Bernd Heemsoth
- Preparatore dei portieri: Carsten Wehlmann
- Preparatori atletici:

## Calciomercato

### Sessione estiva
| Acquisti | Acquisti              | Acquisti         | Acquisti |
| R.       | Nome                  | da               | Modalità |
| -------- | --------------------- | ---------------- | -------- |
| C        | Timo Bruns            | Eider Büdelsdorf |          |
| A        | Marc Heider           | Werder Brema II  |          |
| C        | Tim Jerat             | Wuppertal        |          |
| D        | Christopher Lamprecht | Kaiserslautern   |          |
| D        | Robert Müller         | Carl Zeiss Jena  |          |
| C        | Patrick Nagel         | Amburgo U19      |          |
| A        | Francky Sembolo       | Oberneuland      |          |
| A        | Fiete Sykora          | Osnabrück        |          |

| Cessioni | Cessioni        | Cessioni      | Cessioni |
| R.       | Nome            | a             | Modalità |
| -------- | --------------- | ------------- | -------- |
| C        | Stephen Famewo  | Kickers Emden |          |
| A        | Velimir Grgić   | Saarbrücken   |          |
| C        | Mohammed Lartey | LR Ahlen      |          |
| A        | Nico Schrum     | Lubecca       |          |

### Sessione invernale
| Acquisti | Acquisti           | Acquisti        | Acquisti |
| R.       | Nome               | da              | Modalità |
| -------- | ------------------ | --------------- | -------- |
| C        | Benjamin Schüßler  | RW Oberhausen   |          |
| A        | Massimo Cannizzaro | Rot-Weiß Erfurt |          |

| Cessioni | Cessioni | Cessioni | Cessioni |
| R.       | Nome     | a        | Modalità |
| -------- | -------- | -------- | -------- |

## Risultati

### 3. Liga

#### Girone di andata
| Arbitro: | Fritz |

|                         |           |  |
| Hagmann 52’ Stoilov 73’ | Marcatori |  |

| Arbitro: | Gagelmann |

|  |           |            |
|  | Marcatori | 27’ Cappek |

| Arbitro: | Grudzinski |

|                          |           |            |
| Calamita 15’ Kruppke 51’ | Marcatori | 42’ Sykora |

| Arbitro: | Nowak |

|                              |           |  |
| Holt 2’, 41’, 46’ Sykora 76’ | Marcatori |  |

| Arbitro: | Valentin |

|                        |           |                               |
| Kopilaš 44’ Zinnow 65’ | Marcatori | 52’ Sykora 57’ Holt 84’ Jerat |

| Arbitro: | Schriever |

|                      |           |                   |
| Meyer 67’ Sykora 90’ | Marcatori | 28’, 72’ Hartmann |

| Arbitro: | Unger |

|                                                   |           |          |
| Schweinsteiger 33’ (rig.) Grech 62’ Steegmann 74’ | Marcatori | 14’ Holt |

| Arbitro: | Dittrich |

|  |           |          |
|  | Marcatori | 72’ Kolb |

| Arbitro: | Blos |

|                                    |           |  |
| Wagefeld 31’ Dobrý 39’ Hübener 81’ | Marcatori |  |

| Arbitro: | Willenborg |

|                   |           |  |
| Beisel 27’ (aut.) | Marcatori |  |

| Arbitro: | Beitinger |

|                                                              |           |                         |
| Lorenzón 26’, 67’ (rig.) Damm 51’ Dressler 74’ Celikovic 84’ | Marcatori | 58’ Wulff 63’, 90’ Holt |

| Arbitro: | Aarnink |

|                      |           |  |
| Holt 58’, 87’ (rig.) | Marcatori |  |

| Arbitro: | Petersen |

|                                  |           |          |
| Ziegenbein 61’ (rig.) Öztürk 69’ | Marcatori | 90’ Holt |

| Kiel 24 ottobre 2009, ore 14:00 CEST 14ª giornata | Holstein Kiel | 0 – 0 referto | Sandhausen | Holstein-Stadion (3 915 spett.)\| Arbitro: \| Dankert \| |
| Arbitro:                                          | Dankert       |               |            |                                                          |

| Arbitro: | Thomsen |

|                       |           |            |
| Ekici 17’ (rig.), 30’ | Marcatori | 29’ Müller |

| Arbitro: | Seidel |

|                    |           |             |
| Holt 28’ Wulff 61’ | Marcatori | 89’ Glasner |

| Erfurt 21 novembre 2009, ore 14:00 CET 17ª giornata | Rot-Weiß Erfurt | 0 – 0 referto | Holstein Kiel | Steigerwaldstadion (4 757 spett.)\| Arbitro: \| Osmers \| |
| Arbitro:                                            | Osmers          |               |               |                                                           |

| Arbitro: | Beitinger |

|           |           |              |
| Wulff 51’ | Marcatori | 79’ Barletta |

| Arbitro: | Kampka |

|               |           |  |
| Hünemeier 68’ | Marcatori |  |

#### Girone di ritorno
| Arbitro: | Gorniak |

|                   |           |  |
| Šynder 82’ (aut.) | Marcatori |  |

| Arbitro: | Steinberg |

|  |           |                                                 |
|  | Marcatori | 62’ (rig.) Cannizzaro 89’ Guščinas 90’ Schüßler |

| Arbitro: | Dittrich |

|           |           |               |
| Wulff 87’ | Marcatori | 44’ Danneberg |

| Arbitro: | Aarnink |

|                                                  |           |          |
| Ayık 11’, 17’, 61’ Menga 24’ Artmann 75’ Thy 88’ | Marcatori | 41’ Holt |

| Kiel 16 marzo 2010, ore 19:00 CET 24ª giornata | Holstein Kiel | 0 – 0 referto | Kickers Offenbach | Holstein-Stadion (3 333 spett.)\| Arbitro: \| Thomsen \| |
| Arbitro:                                       | Thomsen       |               |                   |                                                          |

| Arbitro: | Steuer |

|               |           |  |
| Neuendorf 63’ | Marcatori |  |

| Arbitro: | Nowak |

|                   |           |                          |
| Holt 2’ Wulff 47’ | Marcatori | 34’ Rathgeber 86’ Mützel |

| Arbitro: | Osmers |

|                                              |           |  |
| Lukimya-Mulongoti 32’ Smeekes 41’ Hähnge 74’ | Marcatori |  |

| Arbitro: | Seidel |

|             |           |  |
| Sembolo 51’ | Marcatori |  |

| Arbitro: | Seidel |

|                                        |           |  |
| Mayer 18’ Göhlert 60’ Heidenfelder 80’ | Marcatori |  |

| Arbitro: | Thielert |

|            |           |           |
| Heider 25’ | Marcatori | 37’ Weikl |

| Arbitro: | Unger |

|              |           |  |
| Pischorn 15’ | Marcatori |  |

| Arbitro: | Benedum |

|              |           |                 |
| Guščinas 89’ | Marcatori | 78’ Stroh-Engel |

| Arbitro: | Kempter |

|          |           |                |
| Dorn 85’ | Marcatori | 48’ Cannizzaro |

| Arbitro: | Gorniak |

|                       |           |                                     |
| Sembolo 42’ Wulff 83’ | Marcatori | 56’ (aut.) Lamprecht 90’ Hajdarović |

| Arbitro: | Kampka |

|                                             |           |            |
| Agyemang 48’ Glasner 53’ Schyrba 75’ (aut.) | Marcatori | 61’ Sykora |

| Arbitro: | Dankert |

|          |           |                             |
| Holt 84’ | Marcatori | 15’ Rockenbach 73’ Kammlott |

| Arbitro: | Cortus |

|                                       |           |           |
| Schmidt 56’, 90’ (rig.) Lindemann 76’ | Marcatori | 3’ Heider |

| Arbitro: | Steinhaus-Webb |

|                                            |           |                                              |
| Lamprecht 6’, 90’ Siedschlag 12’ Meyer 32’ | Marcatori | 55’ Ginczek 77’ Boztepe 90’ (rig.) Hünemeier |

## Statistiche

### Statistiche di squadra
| Competizione | Punti | In casa | In casa | In casa | In casa | In casa | In casa | In trasferta | In trasferta | In trasferta | In trasferta | In trasferta | In trasferta | Totale | Totale | Totale | Totale | Totale | Totale | DR  |
| Competizione | Punti | G       | V       | N       | P       | Gf      | Gs      | G            | V            | N            | P            | Gf           | Gs           | G      | V      | N      | P      | Gf     | Gs     | DR  |
| ------------ | ----- | ------- | ------- | ------- | ------- | ------- | ------- | ------------ | ------------ | ------------ | ------------ | ------------ | ------------ | ------ | ------ | ------ | ------ | ------ | ------ | --- |
| 3. Liga      | 38    | 19      | 7       | 9       | 3       | 26      | 18      | 19           | 2            | 2            | 15           | 17           | 43           | 38     | 9      | 11     | 18     | 43     | 61     | -18 |
| Totale       | 38    | 19      | 7       | 9       | 3       | 26      | 18      | 19           | 2            | 2            | 15           | 17           | 43           | 38     | 9      | 11     | 18     | 43     | 61     | -18 |

### Andamento in campionato
| Giornata  | 1  | 2  | 3  | 4  | 5  | 6  | 7  | 8  | 9  | 10 | 11 | 12 | 13 | 14 | 15 | 16 | 17 | 18 | 19 | 20 | 21 | 22 | 23 | 24 | 25 | 26 | 27 | 28 | 29 | 30 | 31 | 32 | 33 | 34 | 35 | 36 | 37 | 38 |
| --------- | -- | -- | -- | -- | -- | -- | -- | -- | -- | -- | -- | -- | -- | -- | -- | -- | -- | -- | -- | -- | -- | -- | -- | -- | -- | -- | -- | -- | -- | -- | -- | -- | -- | -- | -- | -- | -- | -- |
| Luogo     | T  | C  | T  | C  | T  | C  | T  | C  | T  | C  | T  | C  | T  | C  | T  | C  | T  | C  | T  | C  | T  | C  | T  | C  | T  | C  | T  | C  | T  | C  | T  | C  | T  | C  | T  | C  | T  | C  |
| Risultato | P  | P  | P  | V  | V  | N  | P  | P  | P  | V  | P  | V  | P  | N  | P  | V  | N  | N  | P  | V  | V  | N  | P  | N  | P  | N  | P  | V  | P  | N  | P  | N  | N  | N  | P  | P  | P  | V  |
| Posizione | 19 | 20 | 20 | 15 | 11 | 13 | 16 | 17 | 18 | 17 | 18 | 16 | 16 | 16 | 17 | 16 | 17 | 17 | 18 | 17 | 15 | 15 | 18 | 20 | 20 | 20 | 20 | 19 | 20 | 20 | 20 | 19 | 19 | 20 | 20 | 20 | 20 | 19 |

Legenda:

Luogo: C = Casa; T = Trasferta. Risultato: V = Vittoria; N = Pareggio; P = Sconfitta.

### Statistiche dei giocatori
!! colspan="4" | Totale

| Giocatore     | 3. Liga I. Belyaev | 3. Liga I. Belyaev | 3. Liga I. Belyaev | 3. Liga I. Belyaev | 1        | 0    | 1           | 0          |
| Giocatore     | Presenze           | Reti               | Ammonizioni        | Espulsioni         | Presenze | Reti | Ammonizioni | Espulsioni |
| S. Boy        | 14                 | 0                  | 0                  | 1                  |          |      |             |            |
| S. Bruhn      | 1                  | 0                  | 0                  | 0                  |          |      |             |            |
| T. Bruns      | 4                  | 0                  | 1                  | 0                  |          |      |             |            |
| H. Brückner   | 8                  | 0                  | 1                  | 0                  |          |      |             |            |
| P. Camps      | 1                  | 0                  | 0                  | 0                  |          |      |             |            |
| M. Cannizzaro | 12                 | 2                  | 1                  | 0                  |          |      |             |            |
| M. Frech      | 29                 | 0                  | 3                  | 1                  |          |      |             |            |
| F. Gutzeit    | 5                  | 0                  | 0                  | 0                  |          |      |             |            |
| D. Guščinas   | 16                 | 2                  | 0                  | 0                  |          |      |             |            |
| H. Hasse      | 0                  | 0                  | 0                  | 0                  |          |      |             |            |
| M. Heider     | 21                 | 2                  | 2                  | 0                  |          |      |             |            |
| S. Henzler    | 8                  | 0                  | 0                  | 0                  |          |      |             |            |
| J. Hoffmann   | 5                  | 0                  | 1                  | 0                  |          |      |             |            |
| M. Holt       | 33                 | 14                 | 6                  | 1                  |          |      |             |            |
| M. Hummel     | 6                  | 0                  | 1                  | 0                  |          |      |             |            |
| T. Jerat      | 29                 | 1                  | 5                  | 0                  |          |      |             |            |
| C. Jürgensen  | 20                 | 0                  | 3                  | 1                  |          |      |             |            |
| C. Lamprecht  | 32                 | 2                  | 11                 | 2                  |          |      |             |            |
| F. Meyer      | 29                 | 2                  | 4                  | 0                  |          |      |             |            |
| R. Müller     | 36                 | 1                  | 6                  | 0                  |          |      |             |            |
| P. Nagel      | 7                  | 0                  | 0                  | 0                  |          |      |             |            |
| A. Nouri      | 16                 | 0                  | 5                  | 0                  |          |      |             |            |
| H. Petersen   | 0                  | 0                  | 0                  | 0                  |          |      |             |            |
| T. Rohwer     | 8                  | 0                  | 1                  | 0                  |          |      |             |            |
| J. Sandmann   | 0                  | 0                  | 0                  | 0                  |          |      |             |            |
| K. Schulz     | 28                 | 0                  | 7                  | 0                  |          |      |             |            |
| P. Schyrba    | 26                 | 0                  | 5                  | 1                  |          |      |             |            |
| B. Schüßler   | 4                  | 1                  | 0                  | 0                  |          |      |             |            |
| F. Sembolo    | 27                 | 2                  | 3                  | 0                  |          |      |             |            |
| T. Siedschlag | 27                 | 1                  | 1                  | 0                  |          |      |             |            |
| M. Stier      | 11                 | 0                  | 3                  | 0                  |          |      |             |            |
| F. Sykora     | 23                 | 5                  | 5                  | 0                  |          |      |             |            |
| S. Vujčić     | 23                 | 0                  | 4                  | 0                  |          |      |             |            |
| T. Wulff      | 21                 | 6                  | 2                  | 0                  |          |      |             |            |
| F. Ziehmer    | 0                  | 0                  | 0                  | 0                  |          |      |             |            |